# アリスの住人
『アリスの住人』（アリスのじゅうにん）は、2021年公開の日本の映画。樫本琳花、淡梨のダブル主演。澤佳一郎による長編劇映画の2作目である。
児童虐待をテーマに、ファミリーホームで過ごす少女たちを描いた映画作品で、一般社団法人日本ファミリーホーム協議会が後援している。

## 製作・公開
2020年10月24日にクランクインし、作品の概要やキャストの紹介が公式Twitterアカウントにて行われた。11月17日にクランクアップ。
11月1日からは製作支援プロジェクトとして、MotionGalleryにてクラウドファンディングを開始。12月17日、目標金額（206万円）の達成が報告された。
クラウドファンディング開始の同日には、2021年内に池袋シネマ・ロサでの劇場公開が決定していることも報告され、ロサでの公開を皮切りに全国順次公開。公開に先駆け、ロサでは澤の過去作品『そこにあるもの』が12月15日に「IFS PLAYBACK（インディーズフィルム・ショウ プレイバック）」の1作品として再上映された。

## キャスト
- 港つぐみ：樫本琳花（幼少：小春）
- 前野賢治：淡梨
- 加茂朋恵：しゅはまはるみ - ファミリーホームの養育者
- 白戸多恵：伴優香 - 元ファミリーホームの住人
- 国枝莉子：天白奏音 - ファミリーホームの住人
- 座敷童：合田純奈 - 一軒家に住み着く精霊
- 池口省吾：久場寿幸 - ファミリーホームの補助員
- 加茂勝之：みやたに - ファミリーホームの養育者
- 港正弘：大山大 - つぐみの父
- 白戸隆：萩原正道 - 多恵の父
- 国枝陽子：太田翔子 - 莉子の母
- 港良江：るい乃あゆ - つぐみの母
- 竹本保志：蓮田キト - カラオケ屋の店長
- 西川晋平：荻野祐輔 - カラオケ屋の店員
- 白戸隼也：遠藤史也 - 多恵の弟
- 白戸明美：たなかあさこ - 多恵の母
- 前野薫：獣神ハルヨ - 賢治の母
- 前野裕子：森下さゆり - 賢治の妹
- 南川啓介：小澤雄志 - 莉子の母の彼氏
- 小野正史：赤江隼平 - 警察官
- 酒井典之：大石将弘
- 河本慎二：山谷ノ用心
- 榎本司：山下徳久

## スタッフ
- 原案・監督・脚本・編集：澤佳一郎
- 助監督：曽我真臣、合田純奈
- 撮影：温水麻衣子、髙田裕真
- 撮影助手：水口ひまり
- 録音：川上翔生
- 録音助手：遠山浩希
- 応援：古茂田耕吉
- ヘアメイク：蓼沼仁美、片山智恵子、藤澤和紀
- スチール：澤山友佳、蓮田キト、びばなんず
- 制作：大石知恵、久場寿幸、高瀬満寿保
- 音楽：伊藤求[9]
- Executive Producer：宮崎和紀
- 後援：一般社団法人 日本ファミリーホーム協議会
- 主題歌：尾崎豊「群衆の中の猫」（唄：レイラーニ）
- 製作・配給：reclusivefactory